# Merlot
Merlot é uma casta de uva tinta, fruto da Vitis vinifera. É uma das responsáveis pelas características dos vinhos tintos de Saint Émillion, na região de Bordeaux, na França. Apesar da casta geralmente ser utilizada em vinhos para serem consumidos jovens, as vinícolas de Saint Émillion garantem rótulos de longevidade.

## Vinho
O vinho merlot é encorpado, intensamente frutado, complexo, uma harmônica estrutura com perfeito equilíbrio. Apresenta uma cor vermelho-púrpura, seus aromas são densos e frutados, tendo uma boa evolução, deixando assim seu aroma com muita complexidade. O paladar é rico, macio, perfeitamente equilibrado, sedoso e de grande classe.

## Sideways
A uva ficou famosa pela sua citação no filme estadunidense Sideways. No filme, o protagonista se recusa a tomá-lo em um jantar. Apesar disso, quando o filme se aproxima do final, os personagens se deliciam com uma garrafa de Cheval Blanc, que contém, em grande parte, Merlot.
Mesmo assim, após o filme, as vendas da variedade despencaram nos Estados Unidos.